# Eryngium smithii
Eryngium smithii är en flockblommig växtart som beskrevs av Mildred Esther Mathias och Lincoln Constance. Eryngium smithii ingår i släktet martornar, och familjen flockblommiga växter. Inga underarter finns listade i Catalogue of Life.